# Nieve negra
Nieve negra es una película de suspenso coproducción de Argentina y España que se estrenó en Argentina el 19 de enero de 2017 coescrita y dirigida por Martín Hodara, quien fue ayudante de dirección en la película Nueve reinas.
Fue filmada en los Pirineos (España y Andorra), si bien la acción transcurre en la Patagonia argentina. La película recibió críticas positivas y consiguió 700 000 espectadores en sus dos meses de cartelera.

## Argumento
Acusado de haber matado a su hermano durante la adolescencia, Salvador (Ricardo Darín) vive aislado en el medio de la Patagonia. Tras varias décadas sin verse, su otro hermano Marcos (Leo Sbaraglia) y su cuñada Laura (Laia Costa), llegan después de la muerte de su padre para convencerlo de vender las tierras que comparten por herencia. El cruce, en medio de un paraje solitario e inaccesible, reaviva el duelo dormido donde los roles de víctima y asesino se trastocan una y otra vez.

## Reparto
- Ricardo Darín como Salvador.
- Leonardo Sbaraglia como Marcos.
- Laia Costa como Laura.
- Dolores Fonzi como Sabrina.
- Federico Luppi como Sepia.
- Biel Montoro como Marcos (joven).
- Mikel Iglesias como Salvador (joven).
- Liah O'Prey como Sabrina (joven).
- Andrés Herrera como Padre.
- Iván Luengo como Juan.
- Javier Kussrow como Paciente psiquiátrico.

## Producción
Se rodó en la Patagonia argentina y en el Principado de Andorra, precisamente en el valle de Ordino en 2016. El rodaje finalizó el 26 de mayo de ese año.

## Estreno
El primer avance se estrenó el 10 de noviembre de 2016 por el canal oficial de Pampa Films. Fue distribuida por Buena Vista International en toda Latinoamérica (a excepción de Paraguay, Chile y Perú) mientras que en España la distribuyó A Contracorriente Films.

## Historial de estrenos
| País      | Fecha               | Distribuidor            | Ref.  |
| --------- | ------------------- | ----------------------- | ----- |
| Uruguay   | 12 de enero de 2017 | Buena Vista             | [ 5 ] |
| Argentina | 19 de enero de 2017 | Buena Vista             | [ 6 ] |
| España    | 12 de abril de 2017 | A Contracorriente Films | [ 7 ] |
| Brasil    | 8 de junio de 2017  | Paris Filmes            | [ 8 ] |
| Perú      | 2017                | Andes Filmes            |       |
| Paraguay  | 2017                | Buena Vista             |       |
| México    | 2017                | Buena Vista             |       |
| Grecia    | 2017                | Seven Films             |       |

## Premios y nominaciones

### Participación en festivales de cine
| Festival           | Fecha de evento                    | Categoría       | Premio   | Ref   |
| ------------------ | ---------------------------------- | --------------- | -------- | ----- |
| Festival de Málaga | 17 de marzo al 26 de marzo de 2017 | Sección oficial | Nominado | [ 9 ] |

## Recepción
Gaspar Zimeman en Clarín opinó: 

Un elemento clave para potenciar este drama familiar cargado de flashbacks es el contexto: el imponente paisaje cordillerano –se supone que es la Patagonia, pero en realidad fue filmada en los Pirineos-es el equivalente natural del personaje de Darín por su misterio y su hostilidad, tormenta de nieve incluida. Es un marco que crea un clima parecido al de los policiales negros...Hay un talón de Aquiles, y es esa fórmula –en la que tan seguido caen justamente los policiales- de hacer que la historia dé un giro sorpresivo, que asombre y a la vez explique todo. Un recurso efectista que resta profundidad dramática y circunscribe a Nieve negra al rubro de películas que se limitan a contar bien una historia y entretener.

## Taquilla
Nieve Negra debutó en segundo puesto de la taquilla, consiguiendo 170 088 espectadores en su primer fin de semana, quedando atrás de Moana: Un mar de aventuras. Al finalizar la semana, atrajo 251 851 espectadores con un total de casi 23 millones de pesos en la taquilla (411 154 dólares).